# Jean-Claude Frachon
Pour les articles homonymes, voir Frachon.
Jean-Claude Frachon (né le 13 avril 1944 à Lons-le-Saunier, mort le 27 octobre 2005 à Colonne) est un spéléologue français. 
Il est surtout connu pour les quarante années de sa vie qu’il a consacrées au bénévolat associatif dans le cadre de la Fédération française de spéléologie, notamment à la tête des deux plus importantes commissions fédérales : l’École française de spéléologie (EFS) de 1976 à 1979, et le Spéléo-secours français (SSF) de 1988 à 1992. Il fut aussi l'un des pionniers de la plongée souterraine et a dirigé la Commission Plongée de 1973 à 1977.

## Biographie
Jean-Claude Frachon est né  en 1944 ; il est décédé le 26 octobre 2005.

## Activités spéléologiques
Dans le domaine de la spéléologie, il a dirigé les deux plus importantes commissions fédérales : l’École française de spéléologie (EFS) de 1976 à 1979, et le Spéléo-secours français (SSF) de 1988 à 1992. 
Il fut aussi l'un des pionniers de la plongée souterraine et a dirigé la Commission Plongée de 1973 à 1977.

## Distinctions
Il est membre honoraire de la Fédération française de spéléologie depuis 2002.

## Sources et références
- Delanghe, Damien, Médailles et distinctions honorifiques (document PDF), dans : Les Cahiers du CDS no 12, mai 2001.
- Association des anciens responsables de la fédération française de spéléologie : dans Memoriam.
- www.speleomag.com : Jean-Claude Frachon (1944 – 2005).
- Hommage à Jean-Claude Frachon

1. ↑  État civil sur le fichier des personnes décédées en France depuis 1970
2. ↑   Rémy Limagne, François Jacquier, Georges Marbach, Michel Letrône, Jean-Claude Lalou, Jean-Paul Couturier, Philippe Ratel, Pierre Pétrequin, « 1944-2005. Hommage à Jean-Claude Frachon », Spelunca, Paris, Fédération française de spéléologie, no 102,‎ 2006, p. 7-30 (ISSN 0249-0544, lire en ligne, consulté le 1er février 2020).